# Sukaluyu (Nanggung)
Sukaluyu is een bestuurslaag in het regentschap Bogor van de provincie West-Java, Indonesië. Sukaluyu telt 5219 inwoners (volkstelling 2010).